# Acuerdo Japón-Corea de agosto de 1905
El Protocolo Japón-Corea de agosto de 1905 fue firmado entre representantes del Imperio del Japón y el Imperio de Corea en 1905. Las negociaciones concluyeron el 13 de agosto de 1905.

## Disposiciones del tratado
Este tratado otorgaba permiso a los buques japoneses para navegar por las aguas costeras y continentales de Corea.
El preámbulo del tratado afirmaba que el enviado extraordinario y el ministro plenipotenciario de Su Majestad el emperador de Japón y el ministro de Estado de Relaciones Exteriores de Su Majestad el emperador de Corea estaban "respectivamente debidamente facultados" para negociar y acordar el lenguaje específico del tratado bilateral propuesto:
- Artículo I

Los buques japoneses tendrán la libertad de navegar a lo largo de las costas y en las aguas continentales de Corea con el fin de comerciar de conformidad con las estipulaciones del presente Acuerdo, que, sin embargo, no serán aplicables a la navegación entre los puertos abiertos.
- Artículo II

Se obtendrán licencias para todos los buques japoneses que se emplearán en la navegación de las costas y aguas continentales, al informar a través de los funcionarios consulares japoneses a la Aduana coreana los nombres y la residencia de los propietarios, los nombres, los tipos y la capacidad de carga de los buques, así como los límites dentro de los cuales deben navegar dichos buques. Las licencias estarán disponibles por un año a partir de la fecha de su emisión.
- Artículo III

Una vez recibidas las licencias, se abonarán tasas a la Aduana de Corea.
- Artículo IV

Los buques japoneses pueden navegar libremente dentro de los límites especificados, pero no deben dirigirse a ningún lugar que no esté en territorio coreano, excepto en caso de estrés por el clima u otra emergencia, o en caso de que se haya obtenido un permiso especial de la Aduana coreana.
- Artículo V

Las licencias se llevarán a bordo de los buques durante sus viajes y se mostrarán siempre que lo soliciten las Aduanas de Corea, los funcionarios locales de Corea o los jefes de las aldeas debidamente autorizados por dichos funcionarios locales.
- Artículo VI

Los armadores japoneses tendrán libertad para arrendar tierras con el fin de construir almacenes en los lugares donde sus embarcaciones llaman. Dichos propietarios también pueden construir muelles o muelles en los bancos y costas con el permiso de la Aduana de Corea.
- Artículo VII

En caso de infracción del presente Acuerdo por parte de un buque japonés, la Aduana coreana puede hacer que la licencia de dicho buque sea confiscada, o puede negarse a emitir una nueva, si se determina que la infracción es grave naturaleza.
- Artículo VIII

Cuando un buque japonés, o la tripulación del mismo, infringe las estipulaciones del presente Acuerdo o de otros tratados, o cuando un miembro de la tripulación comete un delito, los oficiales consulares japoneses se ocuparán del caso de conformidad con las disposiciones de los tratados. y las leyes de Japón.
- Artículo. IX

El presente Acuerdo permanecerá en vigencia por un período de quince años a partir de la fecha de su firma, y después de la expiración de dicho período, se podrán hacer otros acuerdos de común acuerdo.
- Hayashi Gonsuke, enviado extraordinario y ministro plenipotenciario (fechado, el día 13 del octavo mes del año 38 de Meiji)
- Yi Ha-yeong, ministro de Estado de Asuntos Exteriores (fechado, el día 13 del octavo mes del noveno año de Gwangmu)

## Rescisión

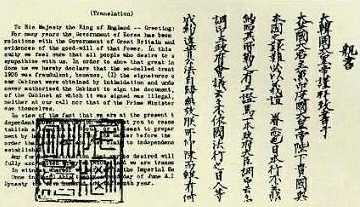
El análisis de Gojong del "tratado de 1905" es solo uno de los muchos esfuerzos para invalidar las consecuencias de un proceso coercitivo.

Este "supuesto tratado" se ideó en un proceso coercitivo; y los coreanos buscaron invalidar las consecuencias no deseadas presentando evidencia a la comunidad internacional. Por ejemplo,
- 1905: el emperador Gojong del Imperio coreano escribió personalmente a los jefes de Estado de aquellos países que tienen tratados con Corea; y el gobierno coreano presentó apelaciones formales y envió avisos formales por cable,[6] pero estos gestos diplomáticos no fueron válidos.
- 1907: En lo que a veces se llama el "asunto del emisario secreto de La Haya", los emisarios coreanos buscaron sin éxito buscar asistencia internacional en la Convención de La Haya de 1907 en La Haya, Países Bajos en 1907.[7]
- 1921: representantes coreanos intentaron obtener una audiencia en la Conferencia Naval de Washington de 1921; pero el esfuerzo fue ineficaz.[8]

Este tratado fue confirmado como "nulo y sin efecto" por el Tratado de Relaciones Básicas entre Japón y la República de Corea concluido en 1965. En 2010, Japón argumentó que el punto de referencia cronológico para "ya nulo y sin efecto" fue el 15 de agosto de 1948, cuando se estableció el gobierno de la República de Corea. Este punto de vista es disputado por el análisis coreano, que interpreta el tratado de 1965 como un reconocimiento de la anulación de todos los tratados y acuerdos japonés-coreanos desde 1904 en adelante.